# Thiết mộc lan
Thiết mộc lan hay phát lộc, phát tài hoặc phất dụ thơm (danh pháp hai phần: Dracaena fragrans, đồng nghĩa: Dracaena deremensis) là một loài thực vật có hoa trong họ Măng tây (Asparagaceae). Nó là loài bản địa của Tây Phi, Tanzania và Zambia nhưng hiện nay được trồng làm cây cảnh ở nhiều nơi.

## Đặc điểm

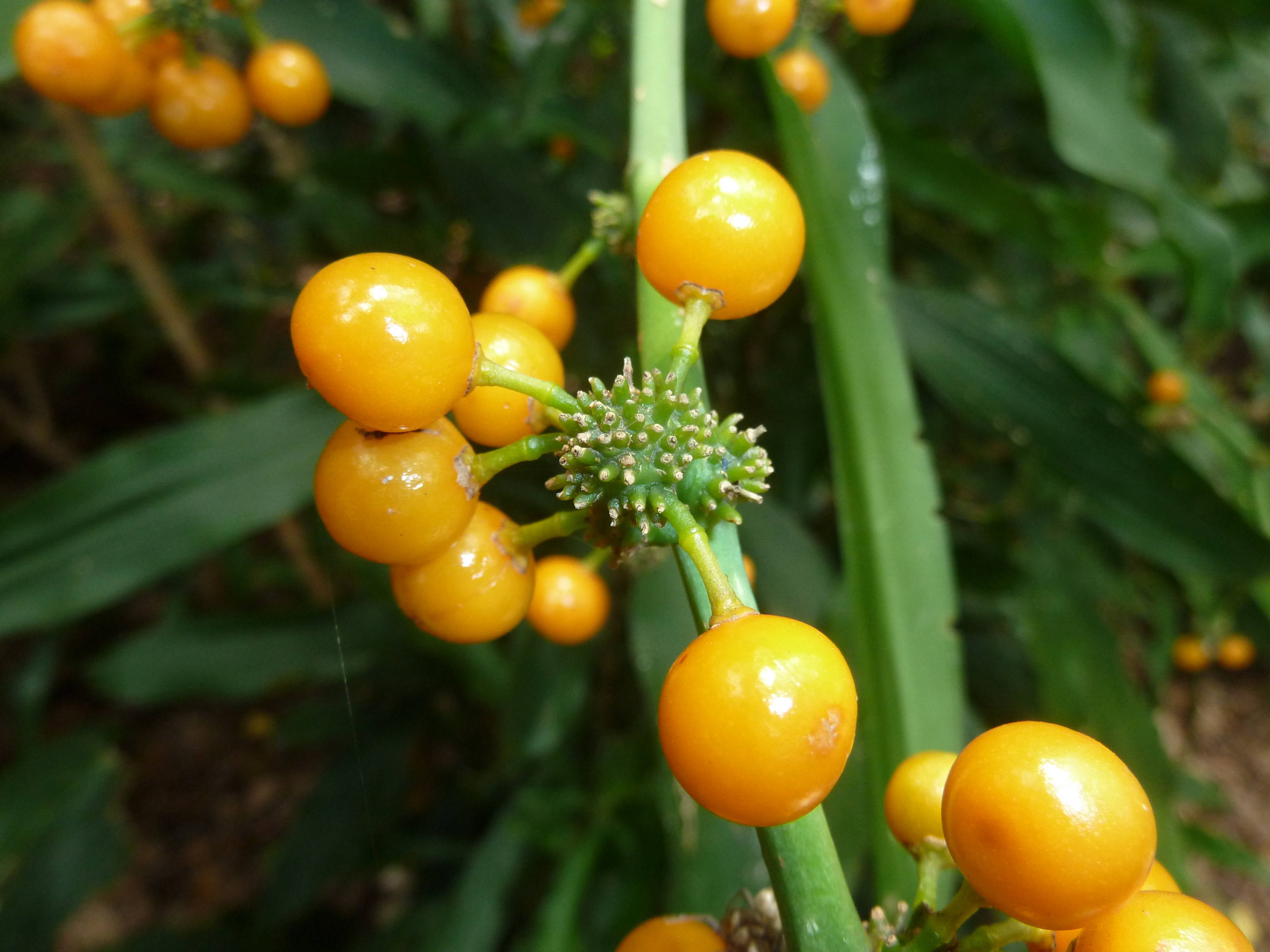

Dracaena fragrans có các lá mọc thành hình nơ (hoa thị), bóng và sẫm màu, phiến lá có sọc rộng nhạt màu hơn và ngả vàng ở phần trung tâm. Nó là loại cây bụi phát triển chậm với các lá có thể dài tới 1 m (3 ft) và rộng 10 cm (4 inch), sống rất khỏe, chỉ cần một cành nhỏ dâm xuống đất cũng có thể phát triển thành một cây lớn.. Khi trồng trong đất nó có thể cao tới 6 m (20 ft) nhưng sự phát triển bị hạn chế khi trồng trong chậu. Thiết mộc lan có hoa trắng-nâu tím với hương thơm, vì thế mà trong tên gọi khoa học có từ fragans (nghĩa là hương thơm).

## Chăm sóc
Có thể để quanh năm trong nhà, nhưng nên thi thoảng đem ra hành lang khoảng 1 tuần cho cây khỏe hơn. Lau lá bằng khăn vải ẩm.

## Các giống cây trồng

### Dracaena fragrans
- 'Knerkii'
- 'Lindenii' - phất dụ thơm ba sọc
- 'Massangeana' - phất dụ thơm một sọc
- 'Rothiana'
- 'Stedneri'
- 'Victoria' - phất dụ thơm sọc xanh

### Dracaena deremensis
- 'Bausei'
- 'Compacta'
- 'Janet Craig'
- 'Kanzi'
- 'Lemon Lime'
- 'Lemon Surprise'
- 'Malaika'
- 'Riki'
- 'Warneckii' - phất dụ to, bồng bồng to
- 'White Surprise'
- 'Longii'

## Thư viện ảnh

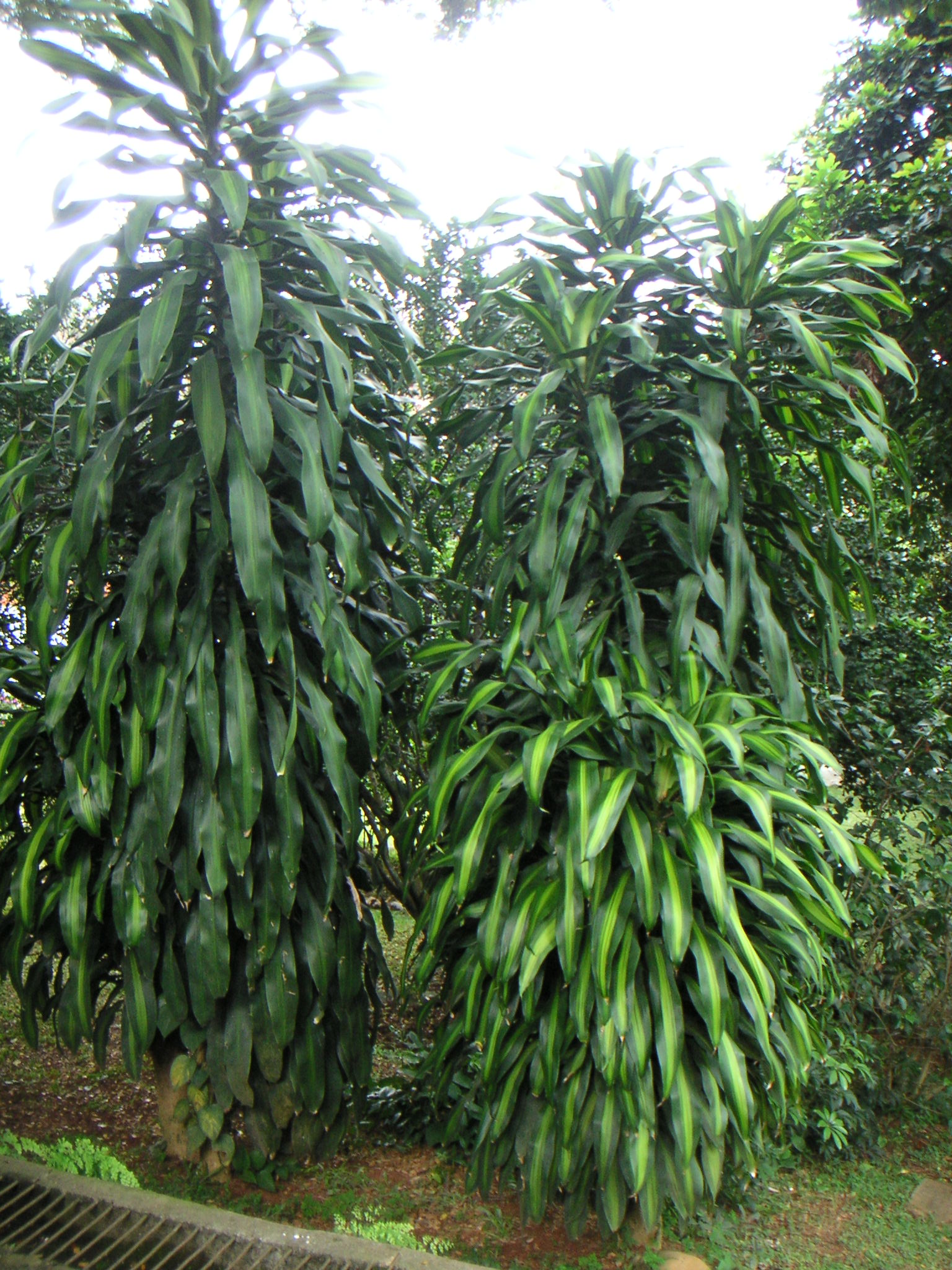
Thiết mộc lan
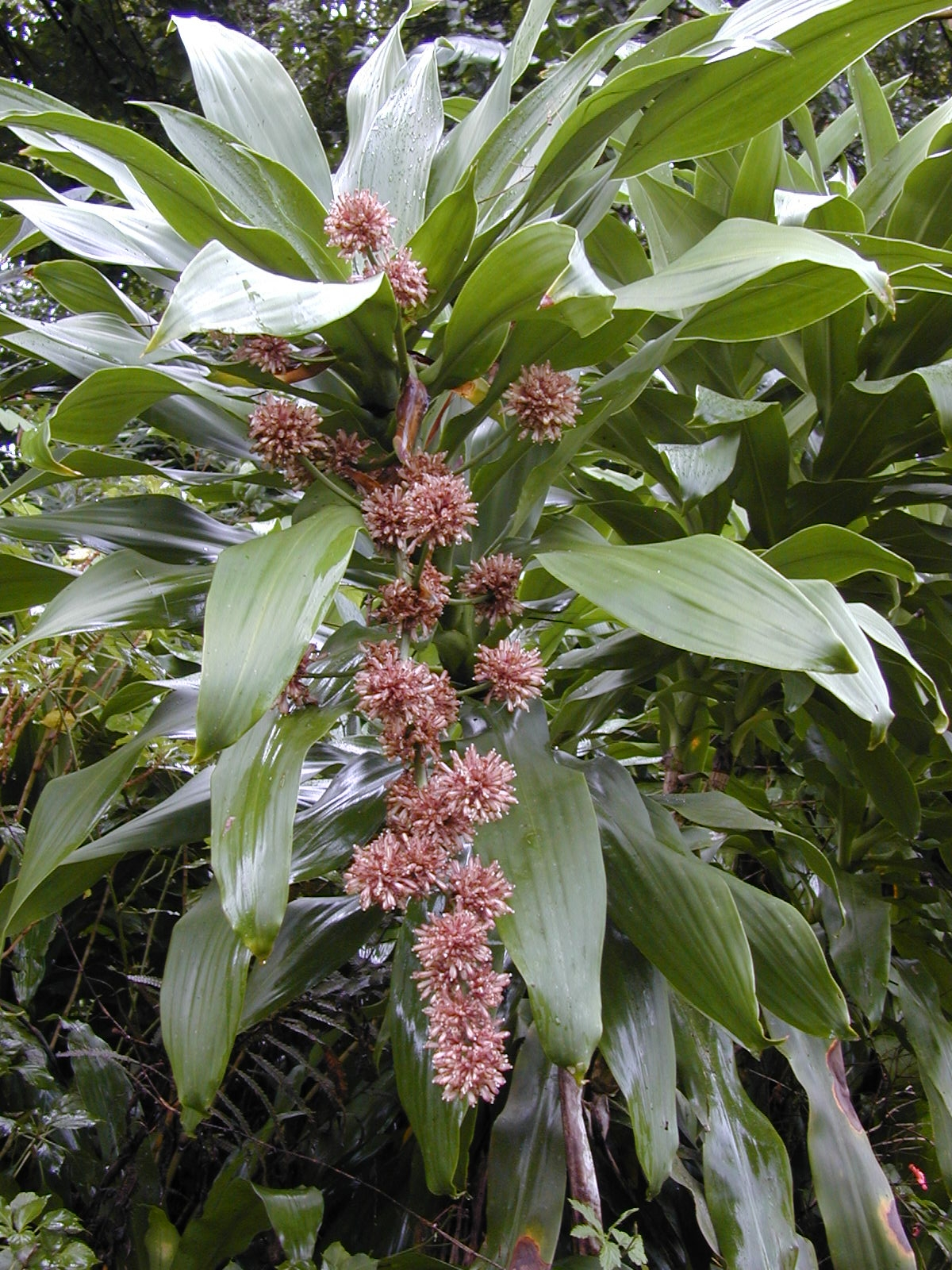
Cụm hoa của thiết mộc lan
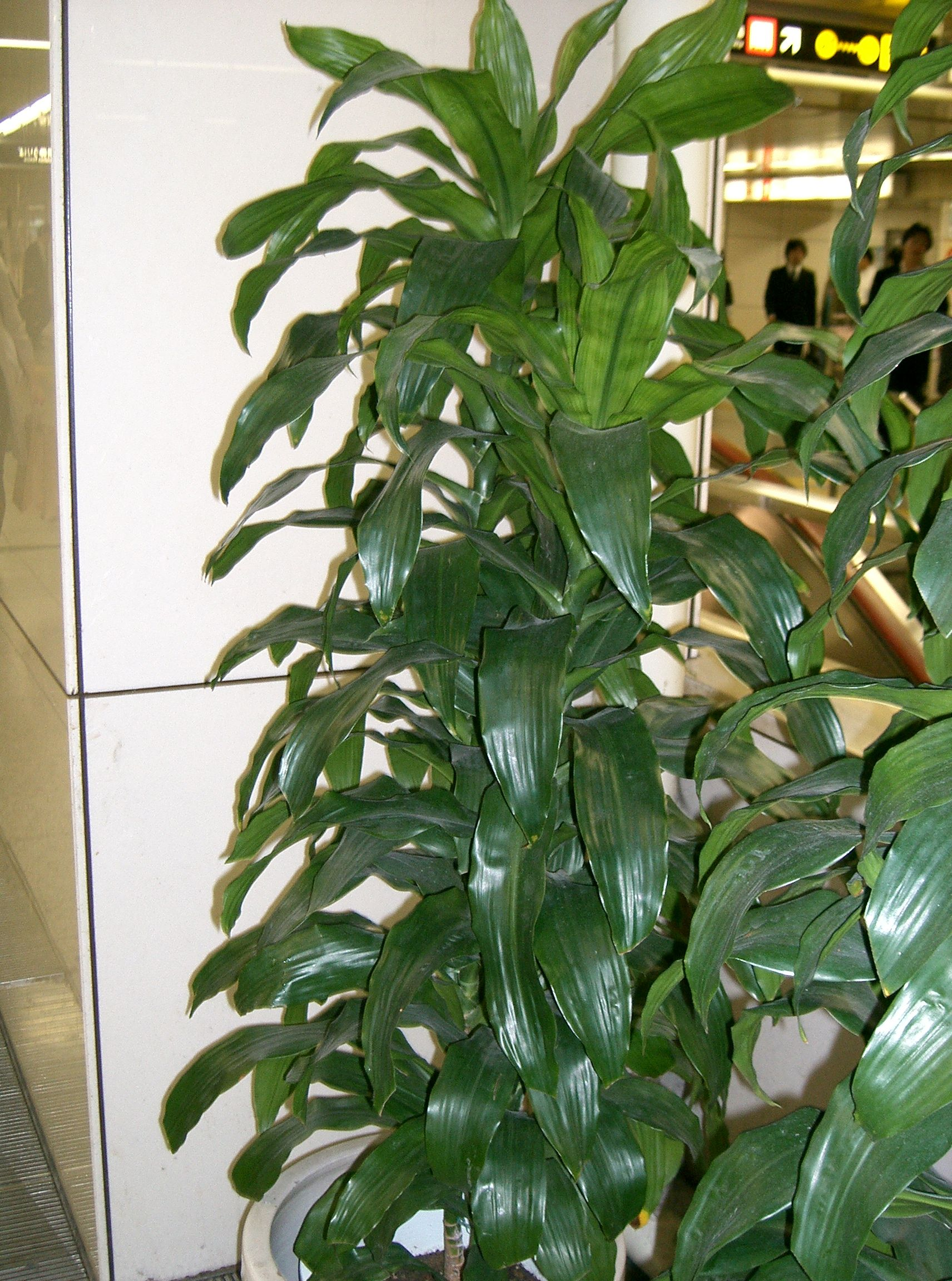
Giống 'Compacta'
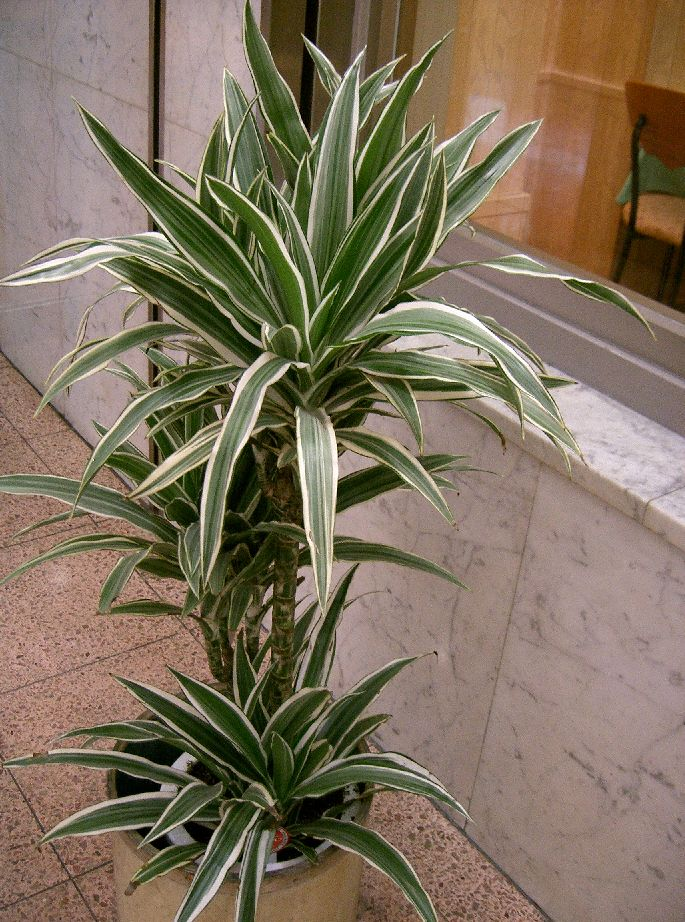
phất dụ to(giống 'Warneckii')